# Медаль «За вклад в обеспечение национальной безопасности»
Медаль «За вклад в обеспечение национальной безопасности» – ведомственная награда Комитета национальной безопасности Республики Казахстан. Учреждён на основании Указа Президента Республики Казахстан от 27 мая 2002 года № 882 «О некоторых вопросах символов и ведомственных наград органов национальной безопасности Республики Казахстан». Указом Президента Республики Казахстан от 14 сентября 2012 года за № 377 в описание медали внесены изменения.

## Положение
Награждаются военнослужащие Комитета национальной безопасности Республики Казахстан, за:
- умелую организацию оперативно-служебной деятельности по обеспечению безопасности личности и общества, защиты конституционного строя, государственного суверенитета, территориальной целостности, экономического, научно-технического и оборонного потенциала государства;
- успешную организацию, проведение и реализацию (в т.ч. следственную) разведывательной, контрразведывательной и боевой операции по защите интересов национальной безопасности Республики Казахстан;
- надежное обеспечение правительственной связью;
- профессиональное проведение сложных специальных технических мероприятий;
- умелую подготовку и переподготовку высококвалифицированных кадров для органов национальной безопасности Республики Казахстан;
- успехи в фундаментальных и прикладных научных исследованиях по проблемам обеспечения национальной безопасности; особый личный вклад в решение задач КНБ в подразделениях обеспечения оперативно-служебной деятельности органов национальной безопасности Республики Казахстан.

## Описание знака

### с 2002 по 2012 годы

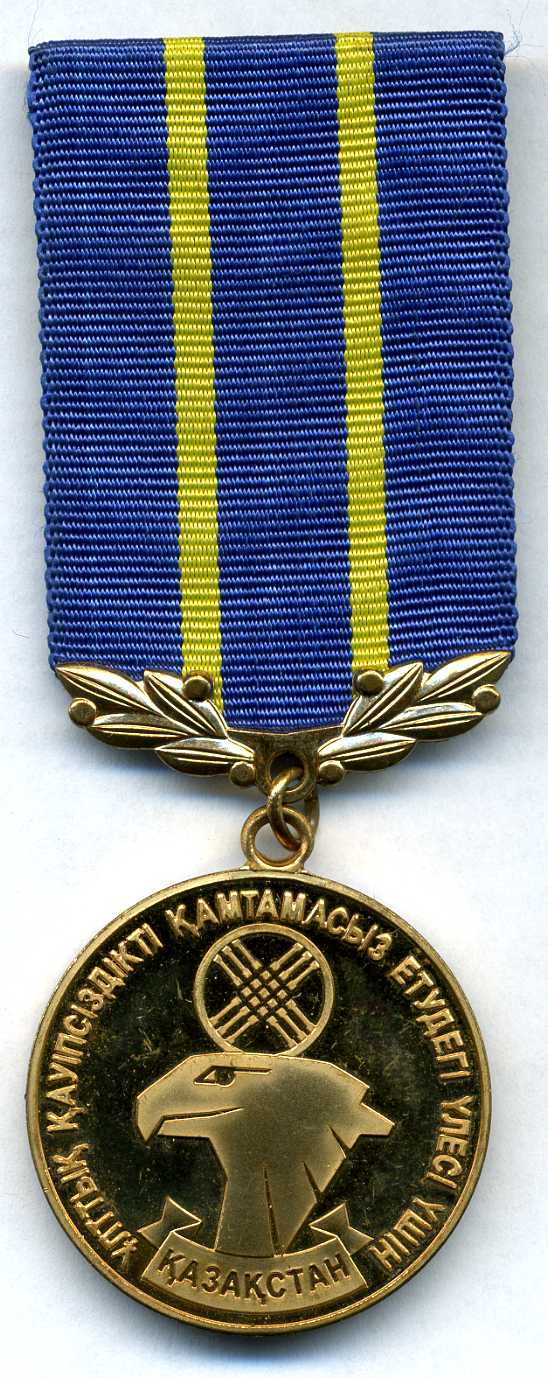
Медаль образца 2002 года

Медаль «Ұлттық қауіпсіздікті қамтамасыз етудегі үлесі үшін» представляет собой металлический круг золотистого цвета диаметром 34 мм. Медаль по диаметру имеет выступающий бортик высотой 1 мм и шириной 1,5 мм.
В верхней части медали находится объемный стилизованный шанырак (символизирует дом, государство) диаметром 12 мм. Под шаныраком, покрывая его нижнюю часть, изображена профильная стилизованная голова орла (символизирует защитника дома, народа, государства). Изображение головы орла выполнено объемно, её размеры – 19х16 мм. Вдоль бортика медали по часовой стрелке надпись «Ұлттық қауіпсіздікті қамтамасыз етудегі үлесі үшін». Высота букв 2 мм. Под изображением головы орла вдоль нижнего бортика медали лента с надписью «Қазақстан». Ширина ленты 4 мм. Высота букв 2 мм.
Медаль с помощью ушка и кольца крепится к шестиугольной колодке размером 55х34 мм, обтянутой шелковой тканью василькового цвета с двумя полосками золотистого цвета. Ширина полосок 3 мм. Расстояние между полосками 10 мм, между краями колодки и полосками – по 9 мм. Нижняя часть колодки симметрично справа и слева от ушка обрамлена оливковыми ветками золотистого цвета. В ветках по 4 листа оливы с тремя плодами.
На обороте колодки имеется соответствующее приспособление для крепления к одежде награждённого.

### с 2012 года
Медаль представляет собой металлический круг золотистого (жёлтого) цвета диаметром 34 мм. Медаль по краю имеет выступающий бортик высотой 1 мм и шириной 1,5 мм.
В центре круга семиконечная звезда с покрытыми эмалью бордового (темно-красного) цвета лучами с выпуклыми гранеными вершинами, расположенная на основании с семью тупоугольными лучами золотистого (жёлтого) цвета. Диаметр по вершинам звезды 30 мм, ширина граней 1 мм. Поверхность знака блестящая.
По центру звезды - щит диаметром 20 мм с окружностью, залитой эмалью василькового (синего) цвета, в центре которой стилизованное изображение шанырака диаметром 14 мм золотистого (жёлтого) цвета на залитом эмалью фоне бирюзового (голубого) цвета.
По окружности на щите нанесена надпись на государственном языке «ҰЛТТЫҚ ҚАУІПСІЗДІКТІ ҚАМТАМАСЫЗ ЕТУДЕГІ ҮЛЕСІ ҮШІН».
Надпись выполнена серебристым (белым) цветом. Рельеф медали блестящий.
Медаль с помощью ушка и кольца крепится к шестиугольной колодке размером 44х32 мм, обтянутой шелковой муаровой лентой василькового (синего) цвета с двумя полосками золотистого (жёлтого) цвета. Ширина полосок 3 мм. Расстояние между полосками 8 мм, между краями колодки и полосками по 9 мм. Нижняя часть колодки симметрично справа и слева от ушка обрамлена лавровыми ветками золотистого (жёлтого) цвета. В ветках по 4 листа лавра.
Медаль при помощи булавки с визорным замком крепится к одежде.